# 고마고촌
고마고촌(일본어: 胡麻郷村)은 일본 교토부 후나이군에 설치되었던 촌이다.

## 역사
- 1889년 4월 1일 - 정촌제 시행에 의해 5촌의 구역을 가지고 성립하였다.
- 1955년 4월 1일 - 고카쇼촌, 세키촌과 합병해, 단바정이 성립, 동일 고마고촌은 폐지되었다.

## 교통

### 철도
- 일본국유철도
  - 산인본선

현재는 구촌 지역에 신큐다이가쿠마에역(신큐대학앞역)이 소재하지만, 당시엔 미개통

## 참고문헌
- 角川日本地名大辞典 26 京都府